# Keramiá (La Canée)
Le dème de Keramiá (en grec moderne : Δήμος Κεραμιών / Dímos Keramión) est une ancienne municipalité du district régional de La Canée, en Crète, en Grèce. Il a existé entre 1999 et 2010. Depuis la réforme du gouvernement local de 2011, il fait partie du dème de La Canée, dont il est devenu une unité municipale.
Il était situé au nord et à l'est de la préfecture de La Canée et basé dans le village de Gerolákko. Selon le recensement de 2001 l'ancien dème avait un total de 1 630 habitants et une superficie de 89 722 hectares.